# Moi et Dieu
Pour plus de détails, voir Fiche technique et Distribution.
Moi et Dieu (Io e Dio) est un film italien réalisé par Pasquale Squitieri et sorti en 1970.

## Synopsis
Dans un petit village de montagne peuplé de pauvres bergers et paysans, les histoires de deux hommes s'entremêlent. Le curé local Don Paolo essaie de vaincre la profonde ignorance des habitants à l'aide de la doctrine chrétienne tandis que Giuseppe, un agriculteur fatigué des abus subis par son propriétaire, le tue violemment avec une faux puis s'enfuit en se cachant dans les bois entourant le village.

## Fiche technique
Sauf indication contraire, les informations mentionnées dans cette section peuvent être confirmées par la base de données cinématographiques IMDb,  présente dans la section « Liens externes ».
- Titre en français : Moi et Dieu[1]
- Titre original italien : Io e Dio[2]
- Réalisation : Pasquale Squitieri
- Scenario :	Pasquale Squitieri
- Photographie :	Eugenio Bentivoglio
- Montage : Manlio Vianelli
- Musique : Manuel De Sica
- Décors : Carlo Gentili
- Production : Vittorio De Sica
- Société de production : Produzioni Atlas Cinematografica, Vulgo Cinematografica
- Pays de production :  Italie
- Langue originale : Italien
- Format : Couleur - 2,35:1[2]
- Durée : 81 min (1 h 21[2])
- Genre : Drame religieux[1]
- Dates de sortie :
  - Italie : juillet 1970

## Distribution
- José Torres : Don Paolo
- Anna Orso : Felicita
- Salvatore Billa : Giuseppe
- Salvatore Puntillo : Giacomo
- Sandra Palladino : Anna
- Gregorio Di Lauro : L'ingénieur